# Julia Gieseking
Julia Gieseking (* 1974 in Daun) ist eine deutsche Architektin und seit dem 1. April 2021 erste Landrätin des Landkreises Vulkaneifel.

## Werdegang
Gieseking legte ihr Abitur am Thomas-Morus-Gymnasium in Daun ab. Die Diplom-Ingenieurin war bei einem Koblenzer Unternehmen als Architektin angestellt, gab diese Tätigkeit aber Ende Februar 2021 auf, um ihr neues hauptberufliches Amt antreten zu können.
Bei der Direktwahl am 29. November 2020 setzte sie sich mit einem Stimmenanteil von 66,4 % gegen ihren Amtsvorgänger Heinz-Peter Thiel durch. Am 1. April 2021 trat sie ihre achtjährige Amtszeit als Landrätin des Landkreises Vulkaneifel an.

## Politik
Seit 2014 war sie kommunalpolitisch als Mitglied des Umwelt-, Bau- und Planungsausschusses ihrer Heimatstadt Daun aktiv. Der SPD trat sie 2018 bei. Im Folgejahr wurde sie in den Kreistag gewählt, dem sie bis zu ihrem Amtsantritt als Landrätin angehörte. Kurz vor diesem Ereignis legte sie auch ihre Ämter als stellvertretende Vorsitzende der Kreis-SPD und des Ortsvereins Daun nieder, um ihr neues politisches Amt konzentrierter und unabhängiger anzugehen.